# Unione dei Democratici Cristiani
L'Unione dei Democratici Cristiani (in lituano: Krikščionių Demokratų Sąjunga - KDS) è stato un partito politico lituano di orientamento cristiano-democratica fondato nel 1990 dal dissidente sovietico Viktoras Petkus.
Nel 2001 è confluito, insieme al Partito dei Democratici Cristiani di Lituania, nei Democratici Cristiani di Lituania.

## Storia
Il partito si presenta per la prima volta alle elezioni parlamentari del 1992, concorrendo con la formazione nazionalista Giovane Lituania: l'alleanza ottiene il 3,5% dei voti e un seggio, ottenuto nel collegio uninominale di Marijampolė da Kazys Bobelys, segretario dei cristiano-democratici.
Alle elezioni parlamentari del 1996 il partito ottenne il 3,2%, raggiungendo il 4,2% alle successive elezioni parlamentari del 2000; in entrambe le tornate, il KDS ottenne la propria rappresentanza.
Nel 2001 dette vita, col Partito dei Democratici Cristiani di Lituania, ad una nuova formazione politica, i Democratici Cristiani di Lituania; quest'ultima, a sua volta, confluirà nel 2008 nell'Unione della Patria - Conservatori di Lituania che, in tale occasione, assumera la denominazione di Unione della Patria - Democratici Cristiani di Lituania.

## Risultati elettorali
| Elezione          | Voti   | %    | Seggi   |
| ----------------- | ------ | ---- | ------- |
| Parlamentari 1992 | 66.027 | 3,55 | 1 / 141 |
| Parlamentari 1996 | 42.346 | 3,24 | 1 / 141 |
| Parlamentari 2000 | 61.583 | 4,19 | 1 / 141 |
| 1.                |        |      |         |